# Amegilla vivida
Amegilla vivida är en biart som först beskrevs av Smith 1879.  Amegilla vivida ingår i släktet Amegilla och familjen långtungebin.

## Underarter
Arten delas in i följande underarter:
- A. v. guinea
- A. v. vivida